# Jimmy Rushing

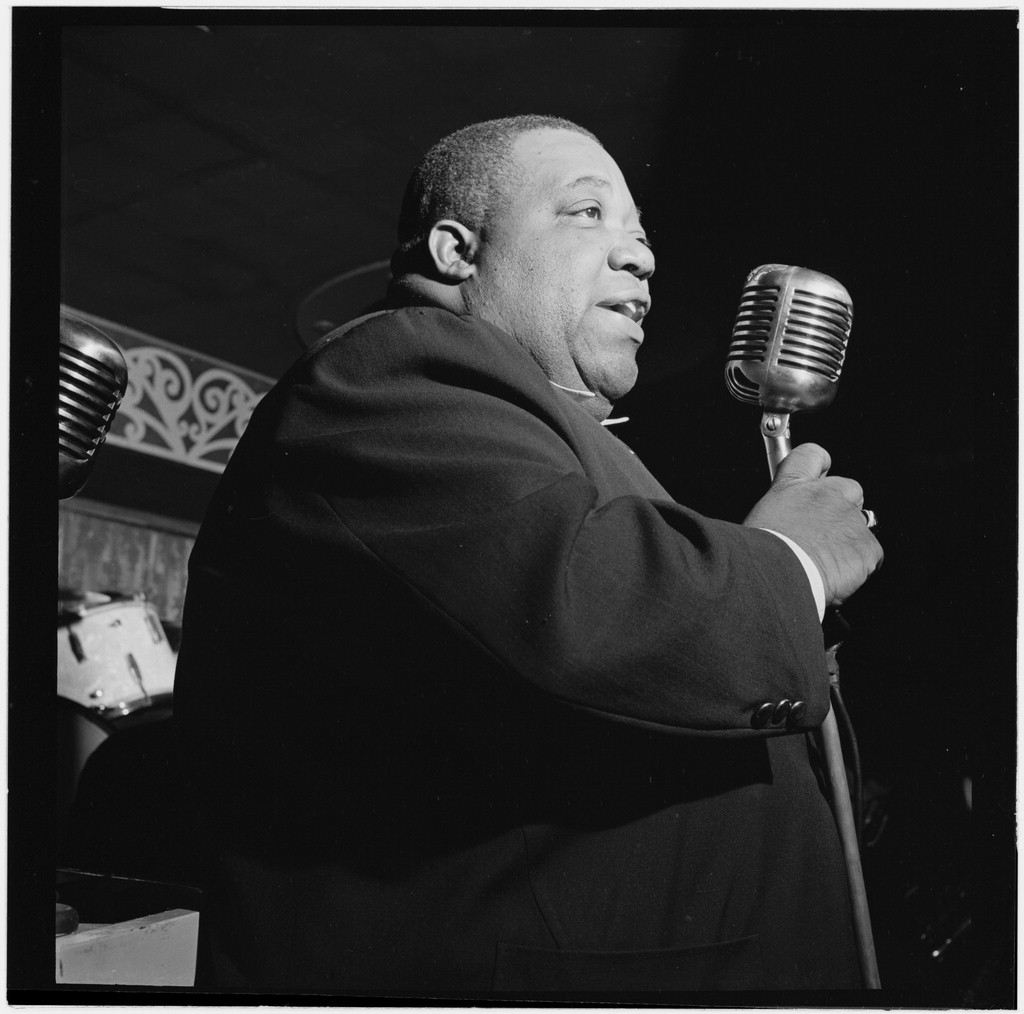
Jimmy Rushing, Auftritt im New Yorker Jazzclub Aquarium, ca. August 1946.
Fotografie von William P. Gottlieb.

Jimmy Rushing (* 26. August 1903 in Oklahoma City, Oklahoma; † 8. Juni 1972 in New York; eigentlich James Andrew Rushing) war ein US-amerikanischer Blues- und Jazzsänger und Liedtexter.

## Leben
Rushing stammte aus einer musikalischen Familie; sein Vater war Trompeter in Brass Bands und bei Paraden; die Mutter sang im Kirchenchor und deren Bruder, der Pianist und Sänger Wesley Manning, brachte ihn mit dem Blues in Berührung. Einen Bordellsong seines Onkels, „Tricks Ain’t Walkin’ No More“, einen unanständigen Dialog zwischen einem Zuhälter und seiner Bediensteten, nahm er später auf.
Er spielte früh autodidaktisch Violine und Klavier. Schon 1923/24 tourte er im Mittleren Westen und Kalifornien als Blues-Sänger. In Los Angeles sang er mit Jelly Roll Morton und Harvey Brooks, kehrte dann aber nach Oklahoma zurück. 1927 ging er zu den Blue Devils von Walter Page, einer der bekanntesten Territory Bands im Südwesten der USA, (wo er bald darauf mit Count Basie zusammentraf) und in das Orchester von Bennie Moten  (ab 1929 bis zu nach Motens Tod 1935). Er arbeitete dann weiter im neu gegründeten Count Basie Orchestra; zwischen 1937 und 1939 nahm er mit der Basie-Band zwanzig Titel für Decca Records auf.
Rushing gehörte zur Gruppe der „Blues-Shouter“, und er wurde zu seinem Bluesgesang oft von Basies Band begleitet, die mit Wurzeln im Kansas City Jazz einen stark von Blues beeinflussten Swing spielte. In der Basie-Band war er von 1935 bis 1948. Neben den obligatorischen Jump-Nummern, die Rushing häufig sang, ließ Basie spezielle Blues-Titel für ihn schreiben; schon seine erste Plattenaufnahme, der „Blue Devil Blues“ von 1929 mit den Blue Devils gab diese Form vor, und seine dritte Platte, „That’s Too, Do“ (1930) nimmt zwei spätere Klassiker aus der Basie-Ära vorweg, „Good Morning Blues“ und „Sent for You Yesterday“ (1938). Als wohl berühmteste Aufnahme von Rushing mit Basie gilt „Goin’ to Chicago Blues“, der auch mit der Band als „I Left My Baby“ eingespielt wurde. Alle Rushing Blues-Titel verbanden alte Volkstexte mit den eigenen des Sängers; er komprimierte sie zu kompakten und beweglichen, aus Viertelnoten bestehenden Phrasen wie „sayin’ Son, you've a home, as long as I've got mine“ oder „I sent for you yesterday, here I come today.“
In seine Zeit in der Basie-Band fallen auch Aufnahmen mit Benny Goodman, Bob Crosby und anderen Bandleadern; nach rund 13 Jahren bei Basie zog er sich, als Basie die Band 1950 vorübergehend auflöste, zunächst zurück und bildete dann eine eigene Gruppe. In der Folge hatte er Gastauftritte u. a. 1957 bei der Basie-Band auf dem Newport Jazz Festival und 1959 bei Duke Ellingtons Jazz Party (Columbia). Rushings Solokarriere begann mit einer Reihe reiner Bluesplatten, die er mit einem eigenen Sextett für Vanguard und Columbia (Little Jimmy Rushing und The Big Brass) einspielte; Vorbilder waren dafür auch die klassischen Aufnahmen von Bessie Smith und Clara Smith. Er arbeitete auch mit dem Dave Brubeck Quartett zusammen; 1959 trat er mit den Buck Clayton All-Stars in Kopenhagen auf. 1963 entstand sein Album Five Feet of Soul mit dem Arrangeur Al Cohn. Er trat dann mit dem Tenorsaxophonisten Zoot Sims im New Yorker Half Note auf, mit ihm entstanden jedoch keine Aufnahmen. 1967 nahm er mit dem Earl Hines Quartett auf; für ein letztes Album für RCA Victor (The You and Me That Used to Be) nahm er 1970 mit seiner Band um Zoot Sims, Al Cohn mit den Gastsolisten Budd Johnson und Ray Nance meist Jazz-Standards auf.
Wegen seiner rundlichen Figur hatte er den Spitznamen „Mr. Five by Five“ (was auch sein Erkennungssong wurde, „he is five feet tall and he’s five feet wide“). Eine Leukämieerkrankung 1971 beendete seine Karriere.

## Würdigung
Nach Ansicht von Leonard Feather etablierte sich Rushing mit einer „ausgeprägten Klangfarbe, einem überschäumenden Vortrag und rhythmischen Schwung als ein ausgezeichneter Blues-Shouter, obwohl er von sich selbst meinte, dass er die Blues-Merkmale eher beschränke.“ Für die Kritiker Richard Cook und Brian Morton ging seine schiere physische Präsenz einher mit einer großartigen Stimme; er sei ein „netter und freundlicher Mann“ gewesen, der bis zu seinem Tod 1972 aktiv gewesen sei. Sein Begleitmusiker Rudy Powell äußerte über ihn: „Jims größter Einfluss ist das funky feeling. Er kennt den Blues (...)“. Ähnlich wie seine Lieblingssänger Louis Armstrong und Bing Crosby „vermittelt Rushing den Eindruck einer schweren, rauhen Stimme, die so geschmeidig wirkt, weil er Rhythmus und Akzente in einer bestimmten Weise einsetzt. Um die Geschmeidigkeit zu erreichen, muss er swingen oder aber es geht gar nichts, etwas, das er von Coleman Hawkins gelernt hatte,“ schrieb der Autor Will Friedwald. 2024 wurde Jimmy Rushing in die Blues Hall of Fame aufgenommen.

## Diskografie in Auswahl
- 1955: Jimmy Rushing Sings the Blues
- 1955: Listen to the Blues
- 1956: Cat Meets Chick
- 1957: The Jazz Odyssey of James Rushing Esq.
- 1958: Little Jimmy Rushing and the Big Brass
- 1958: If This Ain't the Blues
- 1960: Brubeck and Rushing - The Dave Brubeck Quartet featuring Jimmy Rushing
- 1960:  Rushing Lullabies (enthält die Originalalben Little Jimmy Rushing oder The Big Brass)
- 1960: Jimmy Rushing and the Smith Girls
- 1963: Five Feet of Soul (mit Al Cohn, Snooky Young und Zoot Sims)
- 1964: Two Shades of Blue
- 1967:  Every Day I Have the Blues (mit Clark Terry, Dickie Wells, Buddy Tate)
- 1967: Gee, Baby, Ain't I Good to You
- 1967: Who Was It Sang That Song? (mit Buck Clayton, Sir Charles Thompson)
- 1967: Blues and Things mit Earl Hines
- 1968: Livin' the Blues
- 1986: Sent for You Yesterday
- 1971: The You and Me That Used to Be
- 1971: Goin' to Chicago (mit Lawrence Brown, Vic Dickenson, Walter Page, Freddie Green)